# Ernst Pöhner
Ernst Pöhner, né le 11 janvier 1870 à Hof-sur-Saale et mort le 11 avril 1925 près de Feldkirchen, est un avocat allemand, chef de la police de Munich, homme politique et l'un des participants au putsch de la Brasserie en 1923.

## Biographie
Fils du secrétaire municipal et chef de bureau de la ville de Hof Johann Georg Pöhner et de Johanna Karolina Sophia Kirchner, il grandit à Hof an der Saale et y passe son diplôme d'études secondaires en 1887. Il étudie le droit à l'Université Louis-et-Maximilien de Munich afin de poursuivre une carrière juridique dans le Royaume de Bavière. Après divers postes (1897 : troisième procureur à Amberg, 1898 : juge de district à Landshut, 1899 : deuxième procureur à Nuremberg), il est juge au tribunal de district de Munich à partir de 1904. Il y est membre du groupe local de l'Association pangermanique  et rejoint la Société Thulé.
En 1910, il épouse Grete Thein, leur fils naît en 1913. Il participe à la Première Guerre mondiale comme capitaine de réserve ; en 1915, il est promu au tribunal régional et, après la guerre, il dirige la prison de Stadelheim à Munich avant d'être nommé le 3 mai 1919 chef de la police de Munich. A ce titre, il couvre les activités de la société secrète antisémite Organisation Consul et crée un « département politique » dont il transférera la direction à Wilhelm Frick.
Au cours du putsch de Kapp en mars 1920, Pöhner, avec le chef de la milice radicale de droite Georg Escherich, et le général Arnold von Möhl, forcent à la démission le gouvernement social-démocrate Hoffmann dans une action similaire à un coup d'État et assure la mise en place du gouvernement de droite de la classe moyenne sous Gustav von Kahr. Pöhner s'oppose ouvertement à la levée de l'état d'exception en Bavière, ce qui entraîne son limogeage. Le 28 septembre 1921, il démissionne de son poste de chef de la police et devient conseiller à la Cour suprême de Munich en octobre.
Pöhner connaît Adolf Hitler depuis 1920. En novembre 1923, il joue un rôle de premier plan dans le putsch de la Brasserie après lequel il devait devenir le nouveau Premier ministre bavarois. Il a probablement participé à la rédaction de la constitution que les putschistes voulaient mettre en vigueur. Sur le banc des accusés au procès Hitler en 1924, il reconnaît avoir œuvré pendant cinq ans à ce qui lui est reproché et lui vaut d'être accusé de haute trahison. Il est déclaré coupable par le tribunal populaire de Munich le 1er avril 1924 et condamné à cinq ans de prison, peine dont il ne purge en fait que trois mois. En janvier 1925, il est incarcéré à la prison de Landsberg, et en ressort libéré sur parole le 31 mars.
Alors qu'il est encore en prison, Pöhner est battu aux élections régionales du 6 avril 1924 du parlement de l'État bavarois, alors qu'il représente le Völkischer Block, une organisation du Parti national-socialiste de la liberté. En décembre de la même année, il rejoint le Parti populaire national allemand.
Le 11 avril 1925, trois mois après sa sortie de prison, il meurt dans un mystérieux accident de voiture près de Feldkirchen. C'est à l'occasion de ses funérailles le 16 avril que les SS font leur première apparition publique. Sa sépulture est transférée le 18 novembre 1927 dans le Heldenhain de Burg Hoheneck (Ipsheim). 750 personnes y assistent dont Julius Friedrich Lehmann, Julius Streicher, Adolf Hitler, Rudolf Hess et Joseph Goebbels.
À Hof, une rue portait son nom à l'époque national-socialiste, elle fut renommée Friedrich-Naumann-Straße en 1946.

## Archives
Un dossier personnel sur Pöhner en tant que chef de la police a été conservé dans les archives principales de l'État à Munich (MINn 64683). Un autre dossier en quatre volumes contenant des documents sur sa carrière dans la fonction publique ainsi que des documents et des articles de presse sur son accident mortel et les enquêtes sur cet accident se trouve aux archives de l'État à Munich (quartier général de la police de Munich n° 10128).